# Lista monumentelor istorice din județul Cluj - M

Simbol utilizat pentru monumentele istorice

Lista monumentelor istorice din județul Cluj - M cuprinde monumentele istorice înscrise în Patrimoniul cultural național al României și aflate în localități din județul Cluj al căror nume începe cu litera M. 
Lista completă este menținută și actualizată periodic de către Ministerul Culturii, Cultelor și Patrimoniului Național din România, prin intermediul Institutului Național al Patrimoniului, ultima versiune datând din 2015. Această listă cuprinde și actualizările ulterioare, realizate prin ordin al ministrului culturii.
Puteți căuta un monument din județul Cluj folosind formularul de mai jos sau puteți naviga prin toate monumentele din județ la lista monumentelor istorice din județul Cluj.
| Cod LMI                              | Denumire                                                     | Localitate                                | Localizare                                                       | Datare, Creatori                                           | Imagine               | Erori             |
| ------------------------------------ | ------------------------------------------------------------ | ----------------------------------------- | ---------------------------------------------------------------- | ---------------------------------------------------------- | --------------------- | ----------------- |
| CJ-I-s-A-07096 (RAN: 57029.01)       | Situl arheologic de la Măcicașu, punct „Dealul Horhiș”       | sat Măcicașu; comuna Chinteni             | „Dealul Horhiș”                                                  |                                                            | Încarcă foto \| video | Raportează eroare |
| CJ-I-m-A-07096.01 (RAN: 57029.01.03) | Așezare                                                      | sat Măcicașu; comuna Chinteni             | „Dealul Horhiș” 46.89108°N 23.5602°E                             | Hallstatt                                                  | Încarcă foto \| video | Raportează eroare |
| CJ-I-m-A-07096.02 (RAN: 57029.01.02) | Așezare                                                      | sat Măcicașu; comuna Chinteni             | „Dealul Horhiș” 46.89108°N 23.5602°E                             | Epoca bronzului                                            | Încarcă foto \| video | Raportează eroare |
| CJ-I-m-A-07096.03 (RAN: 57029.01.01) | Așezare fortificată                                          | sat Măcicașu; comuna Chinteni             | „Dealul Horhiș” 46.89108°N 23.5602°E                             | Neolitic                                                   | Încarcă foto \| video | Raportează eroare |
| CJ-I-s-B-07097 (RAN: 57029.02)       | Așezare                                                      | sat Măcicașu; comuna Chinteni             | In dreapta drumului comunal Măcicașu-Deușu 46.89087°N 23.56392°E | Hallstatt                                                  | Încarcă foto \| video | Raportează eroare |
| CJ-I-s-B-07098 (RAN: 57029.03)       | Așezare                                                      | sat Măcicașu; comuna Chinteni             | Vatra satului                                                    | Perioada de tranziție la epoca bronzului, Cultura Coțofeni | Încarcă foto \| video | Raportează eroare |
| CJ-I-s-B-07099 (RAN: 57029.04)       | Tumuli                                                       | sat Măcicașu; comuna Chinteni             | „Pocornea”                                                       | Preistorie                                                 | Încarcă foto \| video | Raportează eroare |
| CJ-I-s-B-07100 (RAN: 58400.01)       | Așezare                                                      | sat Mănăstireni; comuna Mănăstireni       | „Căpâlna” 46.78208°N 23.09362°E                                  | Epoca medievală                                            | Încarcă foto \| video | Raportează eroare |
| CJ-I-s-B-07101 (RAN: 59808.01)       | Tumuli                                                       | sat Mărtinești; comuna Tureni             | Extravilan                                                       | Preistorie                                                 | Încarcă foto \| video | Raportează eroare |
| CJ-I-s-B-07102 (RAN: 59808.02)       | Situl arheologic de la Mărtinești, punct „Dealul bisericii”  | sat Mărtinești; comuna Tureni             | „Dealul bisericii” 46.65799°N 23.67761°E                         |                                                            | Încarcă foto \| video | Raportează eroare |
| CJ-I-m-B-07102.01 (RAN: 59808.02.04) | Așezare                                                      | sat Mărtinești; comuna Tureni             | „Dealul bisericii” 46.65799°N 23.67761°E                         | Epoca medievală                                            | Încarcă foto \| video | Raportează eroare |
| CJ-I-m-B-07102.02 (RAN: 59808.02.02) | Așezare                                                      | sat Mărtinești; comuna Tureni             | „Dealul bisericii” 46.65799°N 23.67761°E                         | Epoca romană                                               | Încarcă foto \| video | Raportează eroare |
| CJ-I-m-B-07102.03 (RAN: 59808.02.01) | Așezare                                                      | sat Mărtinești; comuna Tureni             | „Dealul bisericii” 46.65799°N 23.67761°E                         | Preistorie                                                 | Încarcă foto \| video | Raportează eroare |
| CJ-I-s-B-07103 (RAN: 55865.01)       | Situl arheologic de la Mera, punct „Dealul Cetății”          | sat Mera; comuna Baciu                    | „Dealul Cetății”                                                 |                                                            | Încarcă foto \| video | Raportează eroare |
| CJ-I-m-B-07103.01 (RAN: 55865.01.03) | Așezare                                                      | sat Mera; comuna Baciu                    | „Dealul Cetății” 46.8203°N 23.45868°E                            | sec. II - III p. Chr.                                      | Încarcă foto \| video | Raportează eroare |
| CJ-I-m-B-07103.02 (RAN: 55865.01.02) | Așezare                                                      | sat Mera; comuna Baciu                    | „Dealul Cetății” 46.8203°N 23.45868°E                            | Hallstatt                                                  | Încarcă foto \| video | Raportează eroare |
| CJ-I-m-B-07103.03 (RAN: 55865.01.01) | Așezare                                                      | sat Mera; comuna Baciu                    | „Dealul Cetății” 46.8203°N 23.45868°E                            | Epoca bronzului                                            | Încarcă foto \| video | Raportează eroare |
| CJ-I-s-B-07104 (RAN: 55865.02)       | Situl arheologic de la Mera, punct „Piatra comorii”          | sat Mera; comuna Baciu                    | „Piatra comorii” 46.83042°N 23.44103°E                           |                                                            | Încarcă foto \| video | Raportează eroare |
| CJ-I-m-B-07104.01 (RAN: 55865.02.02) | Așezare                                                      | sat Mera; comuna Baciu                    | „Piatra comorii”, „Bucătăria” 46.83042°N 23.44103°E              | Epoca romană                                               | Încarcă foto \| video | Raportează eroare |
| CJ-I-m-A-07104.02                    | Așezare                                                      | sat Mera; comuna Baciu                    | „Piatra comorii”, „Bucătăria”                                    | Paleolitic superior                                        | Încarcă foto \| video | Raportează eroare |
| CJ-I-s-B-07105 (RAN: 59817.01)       | Situl arheologic de la Micești, punct „Valea Micușului”      | sat Micești; comuna Tureni                | „Valea Micușului”                                                |                                                            | Încarcă foto \| video | Raportează eroare |
| CJ-I-m-B-07105.01 (RAN: 59817.01.03) | Așezare                                                      | sat Micești; comuna Tureni                | „Valea Micușului” 46.66814°N 23.60243°E                          | Epoca medievală                                            | Încarcă foto \| video | Raportează eroare |
| CJ-I-m-B-07105.02 (RAN: 59817.01.04) | Cimitir                                                      | sat Micești; comuna Tureni                | „Valea Micușului” 46.66814°N 23.60243°E                          | Epoca medievală                                            | Încarcă foto \| video | Raportează eroare |
| CJ-I-m-B-07105.03 (RAN: 59817.01.02) | Așezare                                                      | sat Micești; comuna Tureni                | „Valea Micușului” 46.66814°N 23.60243°E                          | Epoca romană                                               | Încarcă foto \| video | Raportează eroare |
| CJ-I-m-B-07105.04 (RAN: 59817.01.01) | Așezare                                                      | sat Micești; comuna Tureni                | „Valea Micușului” 46.66814°N 23.60243°E                          | Hallstatt                                                  | Încarcă foto \| video | Raportează eroare |
| CJ-I-s-B-07106 (RAN: 59817.04)       | Tumuli                                                       | sat Micești; comuna Tureni                | „Țigla veche” 46.62982°N 23.60325°E                              |                                                            | Încarcă foto \| video | Raportează eroare |
| CJ-I-s-B-07107 (RAN: 55286.01)       | Așezare                                                      | sat Mihai Viteazu; comuna Mihai Viteazu   | „Coborâre”                                                       | Epoca romană                                               | Încarcă foto \| video | Raportează eroare |
| CJ-I-s-A-07108 (RAN: 55286.02)       | Situl arheologic de la Mihai Viteazu, punct „Valea Sândului” | sat Mihai Viteazu; comuna Mihai Viteazu   | „Valea Sândului”                                                 | sec. II - III p. Chr.                                      | Încarcă foto \| video | Raportează eroare |
| CJ-I-m-A-07108.01 (RAN: 55286.02.01) | Așezare                                                      | sat Mihai Viteazu; comuna Mihai Viteazu   | „Valea Sândului” 46.54667°N 23.73139°E                           | sec. II - III p. Chr.                                      | Încarcă foto \| video | Raportează eroare |
| CJ-I-m-A-07108.02 (RAN: 55286.02.02) | Necropolă                                                    | sat Mihai Viteazu; comuna Mihai Viteazu   | „Valea Sândului” 46.54667°N 23.73139°E                           | sec. II - III p. Chr.                                      | Încarcă foto \| video | Raportează eroare |
| CJ-I-s-B-07109 (RAN: 55286.03)       | Așezare                                                      | sat Mihai Viteazu; comuna Mihai Viteazu   | Lângă fântâna „Șai”                                              |                                                            | Încarcă foto \| video | Raportează eroare |
| CJ-I-s-A-07110 (RAN: 55286.04)       | Situl arheologic de la Mihai Viteazu, punct „Cetatea Fetei”  | sat Mihai Viteazu; comuna Mihai Viteazu   | „Cetatea Fetei”                                                  |                                                            | Încarcă foto \| video | Raportează eroare |
| CJ-I-m-A-07110.01 (RAN: 55286.04.02) | Castru roman                                                 | sat Mihai Viteazu; comuna Mihai Viteazu   | „Cetatea Fetei”                                                  | sec. II p. Chr.                                            | Încarcă foto \| video | Raportează eroare |
| CJ-I-m-B-07110.02                    | Așezare                                                      | sat Mihai Viteazu; comuna Mihai Viteazu   | „Cetatea Fetei”                                                  | sec. II - III p. Chr.                                      | Încarcă foto \| video | Raportează eroare |
| CJ-I-m-B-07110.03                    | Necropolă                                                    | sat Mihai Viteazu; comuna Mihai Viteazu   | „Cetatea Fetei”                                                  | sec. II - III p. Chr.                                      | Încarcă foto \| video | Raportează eroare |
| CJ-I-m-A-07110.04 (RAN: 55286.04.01) | Așezare fortificată                                          | sat Mihai Viteazu; comuna Mihai Viteazu   | „Cetatea Fetei”                                                  | Hallstatt                                                  | Încarcă foto \| video | Raportează eroare |
| CJ-I-s-B-07111 (RAN: 55286.05)       | Tumuli                                                       | sat Mihai Viteazu; comuna Mihai Viteazu   | Pe malul stâng al Arieșului, în direcția Săndulești              | Preistorie                                                 | Încarcă foto \| video | Raportează eroare |
| CJ-I-s-B-07112 (RAN: 55286.06)       | Situl arheologic de la Mihai Viteazu, punct „Drumul văii”    | sat Mihai Viteazu; comuna Mihai Viteazu   | „Drumul văii”                                                    |                                                            | Încarcă foto \| video | Raportează eroare |
| CJ-I-m-B-07112.01 (RAN: 55286.06.02) | Așezare                                                      | sat Mihai Viteazu; comuna Mihai Viteazu   | „Drumul văii”                                                    | Perioada de tranziție la epoca bronzului, Cultura Coțofeni | Încarcă foto \| video | Raportează eroare |
| CJ-I-m-B-07112.02 (RAN: 55286.06.01) | Tumuli                                                       | sat Mihai Viteazu; comuna Mihai Viteazu   | „Drumul văii”                                                    | Preistorie                                                 | Încarcă foto \| video | Raportează eroare |
| CJ-I-s-B-07113 (RAN: 55286.07)       | Tumuli                                                       | sat Mihai Viteazu; comuna Mihai Viteazu   | „Izvorul Sălciu” 46.55193°N 23.76183°E                           | Preistorie                                                 | Încarcă foto \| video | Raportează eroare |
| CJ-I-s-A-07114 (RAN: 58561.01)       | Situl arheologic de la Mintiu Gherlii, punct „Ciuleneș”      | sat Mintiu Gherlii; comuna Mintiu Gherlii | „Ciuleneș”                                                       |                                                            | Încarcă foto \| video | Raportează eroare |
| CJ-I-m-A-07114.01 (RAN: 58561.01.02) | Așezare                                                      | sat Mintiu Gherlii; comuna Mintiu Gherlii | „Ciuleneș” 47.03269°N 23.94516°E                                 | Epoca bronzului                                            | Încarcă foto \| video | Raportează eroare |
| CJ-I-m-A-07114.02 (RAN: 58561.01.01) | Așezare                                                      | sat Mintiu Gherlii; comuna Mintiu Gherlii | „Ciuleneș” 47.03269°N 23.94516°E                                 | Neolitic                                                   | Încarcă foto \| video | Raportează eroare |
| CJ-I-s-A-07115 (RAN: 58561.02)       | Tumuli                                                       | sat Mintiu Gherlii; comuna Mintiu Gherlii | „Mănăstire”, „Tusilhet” 47.02575°N 23.96109°E                    | Preistorie                                                 | Încarcă foto \| video | Raportează eroare |
| CJ-I-s-B-07116 (RAN: 58632.01)       | Așezare                                                      | sat Mociu; comuna Mociu                   | Extravilan la E de sat 46.79799°N 24.04553°E                     | Neolitic                                                   | Încarcă foto \| video | Raportează eroare |
| CJ-I-s-B-07117 (RAN: 58632.02)       | Așezare                                                      | sat Mociu; comuna Mociu                   | „Ocoliș” 46.81092°N 24.04875°E                                   | Latène                                                     | Încarcă foto \| video | Raportează eroare |
| CJ-I-s-A-07118 (RAN: 58730.01)       | Situl arheologic de la Moldovenești, punct „Dealul Cetății”  | sat Moldovenești; comuna Moldovenești     | „Dealul Cetății” 46.50351°N 23.65471°E                           |                                                            | Încarcă foto \| video | Raportează eroare |
| CJ-I-m-A-07118.01 (RAN: 58730.01.02) | Așezare fortificată                                          | sat Moldovenești; comuna Moldovenești     | „Dealul Cetății” 46.50351°N 23.65471°E                           | sec. IX - XI                                               | Încarcă foto \| video | Raportează eroare |
| CJ-I-m-B-07118.02                    | Așezare                                                      | sat Moldovenești; comuna Moldovenești     | „Dealul Cetății”                                                 | sec. II - III p. Chr.                                      | Încarcă foto \| video | Raportează eroare |
| CJ-I-m-B-07118.03                    | Așezare                                                      | sat Moldovenești; comuna Moldovenești     | „Dealul Cetății”                                                 | Epoca bronzului                                            | Încarcă foto \| video | Raportează eroare |
| CJ-I-s-B-07119 (RAN: 58730.02)       | Așezare                                                      | sat Moldovenești; comuna Moldovenești     | „Șanțul Păgânilor” 46.4966°N 23.65058°E                          | Preistorie                                                 | Încarcă foto \| video | Raportează eroare |
| CJ-I-s-B-07120 (RAN: 58730.03)       | Necropolă                                                    | sat Moldovenești; comuna Moldovenești     | În grădina castelului Josika, azi primărie                       | Epoca medievală                                            | Încarcă foto \| video | Raportează eroare |
| CJ-I-s-B-07121 (RAN: 58730.04)       | Așezare                                                      | sat Moldovenești; comuna Moldovenești     | La 2 km de cetatea de la Moldovenești                            | Epoca romană                                               | Încarcă foto \| video | Raportează eroare |
| CJ-I-s-B-07122 (RAN: 57332.01)       | Așezare fortificată                                          | sat Muncel; comuna Câțcău                 | „Muchia Poienii Lupului”, „Muncelul Sălișcăi”                    |                                                            | Încarcă foto \| video | Raportează eroare |
| CJ-I-s-B-07123 (RAN: 58829.01)       | Așezare                                                      | sat Mureșenii de Câmpie; comuna Pălatca   | „Deasupra bisericii”                                             | Epoca romană                                               | Încarcă foto \| video | Raportează eroare |
| CJ-II-m-B-07699 (RAN: 55561.02)      | Biserica de lemn „Sf. Arhangheli Mihail și Gavriil”          | sat Macău; comuna Aghireșu                | 60                                                               | 1730                                                       | Alte imagini          | Raportează eroare |
| CJ-II-m-B-07700 (RAN: 57029.05)      | Conac                                                        | sat Măcicașu; comuna Chinteni             | 120                                                              | sec. XVIII                                                 | Încarcă foto \| video | Raportează eroare |
| CJ-II-m-B-07701 (RAN: 58099.01)      | Biserica de lemn „Sf. Arhangheli Mihail și Gavriil”          | sat Măgura Ierii; comuna Iara             | 41                                                               | 1783                                                       |                       | Raportează eroare |
| CJ-II-m-B-07702 (RAN: 55197.02)      | Biserica veche ortodoxă                                      | sat Mănăstirea; comuna Mica               | 63 47.12082°N 23.91848°E                                         | sec. XVIII                                                 | Alte imagini          | Raportează eroare |
| CJ-II-m-B-07703 (RAN: 55197.01)      | Biserica Înălțarea Sfintei Cruci                             | sat Mănăstirea; comuna Mica               | 86 47.11597°N 23.92116°E                                         | 1520                                                       | Alte imagini          | Raportează eroare |
| CJ-II-a-A-07704 (RAN: 55197.03)      | Castelul Kornis                                              | sat Mănăstirea; comuna Mica               | 160-161 47.11699°N 23.92273°E                                    | 1512, ref. sec. XIX Kristof Kereszturi (arhitect)          | Alte imagini          | Raportează eroare |
| CJ-II-m-B-07704.01                   | Aripa veche a castelului Kornis                              | sat Mănăstirea; comuna Mica               | 160-161                                                          | 1512, ref. sec. XIX                                        | Încarcă foto \| video | Raportează eroare |
| CJ-II-m-B-07704.02                   | Corpul neoclasic al castelului Kornis                        | sat Mănăstirea; comuna Mica               | 160-161                                                          | sec. XIX                                                   | Încarcă foto \| video | Raportează eroare |
| CJ-II-m-B-07704.03                   | Fântâna castelului Kornis                                    | sat Mănăstirea; comuna Mica               | 160-161                                                          | sec. XIX                                                   |                       | Raportează eroare |
| CJ-II-m-B-07705                      | Conacul Kornis                                               | sat Mănăstireni; comuna Mănăstireni       | 30                                                               | sec. XIX                                                   | Alte imagini          | Raportează eroare |
| CJ-II-m-A-07706 (RAN: 58400.02)      | Biserica reformată                                           | sat Mănăstireni; comuna Mănăstireni       | 307 46.7792°N 23.0878°E                                          | sec. XIII, ref. sec. XVIII                                 | Alte imagini          | Raportează eroare |
| CJ-II-m-B-07707 (RAN: 58473.01)      | Biserica „Sf. Arhangheli Mihail și Gavriil”                  | sat Mărgău; comuna Mărgău                 | 403                                                              | 1797                                                       | Alte imagini          | Raportează eroare |
| CJ-II-m-B-07708 (RAN: 55865.05)      | Biserica reformată                                           | sat Mera; comuna Baciu                    | 301                                                              | sec. XVIII                                                 | Alte imagini          | Raportează eroare |
| CJ-II-m-B-07709                      | Biserica „Sf. Arhangheli Mihail și Gavriil”                  | sat Mica; comuna Mintiu Gherlii           | 38                                                               | sec. XIX                                                   | Alte imagini          | Raportează eroare |
| CJ-II-m-B-07710 (RAN: 59817.05)      | Biserica „Pogorârea Sf. Duh”                                 | sat Micești; comuna Tureni                | 200                                                              | 1794                                                       | Alte imagini          | Raportează eroare |
| CJ-II-m-B-21097.04                   | Mihai Viteazu gară                                           | sat Mihai Viteazu; comuna Mihai Viteazu   |                                                                  |                                                            | Încarcă foto \| video | Raportează eroare |
| CJ-II-m-B-07711                      | Biserica romano-catolică                                     | sat Mihai Viteazu; comuna Mihai Viteazu   |                                                                  | sec. XIX                                                   | Alte imagini          | Raportează eroare |
| CJ-II-m-B-07712 (RAN: 55286.09)      | Biserica unitariană                                          | sat Mihai Viteazu; comuna Mihai Viteazu   | 477                                                              | sec. XVIII                                                 | Alte imagini          | Raportează eroare |
| CJ-II-m-B-07713 (RAN: 55286.10)      | Biserica reformată                                           | sat Mihai Viteazu; comuna Mihai Viteazu   | 928                                                              | 1674-1684                                                  | Alte imagini          | Raportează eroare |
| CJ-II-m-B-07714 (RAN: 58561.05)      | Biserica reformată                                           | sat Mintiu Gherlii; comuna Mintiu Gherlii | 184                                                              | sec. XIII                                                  | Alte imagini          | Raportează eroare |
| CJ-II-m-B-21097.07                   | Moldovenești canton                                          | sat Moldovenești; comuna Moldovenești     |                                                                  |                                                            | Încarcă foto \| video | Raportează eroare |
| CJ-II-m-B-07715 (RAN: 58730.06)      | Biserica unitariană                                          | sat Moldovenești; comuna Moldovenești     | 40                                                               | sec. XVII - XVIII                                          | Alte imagini          | Raportează eroare |
| CJ-II-m-B-07716 (RAN: 58730.05)      | Castelul Josika                                              | sat Moldovenești; comuna Moldovenești     | 126 46.49996°N 23.66174°E                                        | sec. XVI - XIX                                             | Încarcă foto \| video | Raportează eroare |
| CJ-II-m-B-07717 (RAN: 57332.02)      | Biserica de lemn „Sf. Nicolae”                               | sat Muncel; comuna Câțcău                 | 93 47.2588°N 23.76618°E                                          | sec. XVIII                                                 | Alte imagini          | Raportează eroare |
| CJ-II-m-B-07745 (RAN: 588847.02)     | Biserica de lemn „Sf. Petru”                                 | sat Mureșenii de Câmpie; comuna Pălatca   | 153                                                              | 1774                                                       | Alte imagini          | Raportează eroare |
| CJ-IV-m-B-07864                      | Crucea lui Avram Iancu                                       | sat Mărișel; comuna Mărișel               | „Fântânele”                                                      | aprox. 1930                                                |                       | Raportează eroare |
| CJ-IV-m-B-07865                      | Mormântul Pelaghiei Roșu                                     | sat Mărișel; comuna Mărișel               | 434                                                              | sf. sec. XIX                                               | Alte imagini          | Raportează eroare |